# Týnec nad Sázavou (hrad)
Hrad Týnec nad Sázavou je dominantou města Týnce nad Sázavou na levém břehu řeky Sázavy. Z původně románského hradu se zachovala hranolová věž a starší rotunda svatého Václava, která se stala hradní kaplí. Od roku 1965 je hrad chráněn jako kulturní památka. V areálu hradu je vyhlášena přírodní památka Týnecká rotunda kvůli hnízdišti netopýrů.

## Historie
První zmínky o existenci hradu jsou z počátku 14. století, ale archeologické nálezy z přelomu 70. a 80. let 19. století potvrdily existenci hradu již v 11. století. Původně na místě stál pouze dřevěný hrad až později byl postaven kamenný hrad s románskou rotundou. Rotunda samotná je nejstarší dochovaná památka v Týnci nad Sázavou. Týnecký hrad měl pro své obyvatele výhodné umístění na kopci. Před nepřáteli byl krytý z jedné strany hlubokou průrvou z druhé strany a Janovickým potokem. Hrad původně sloužil jako strážní pro ochranu kupců, kteří tudy procházeli.
O prvních majitelích hradu se nedochovaly žádné informace, snad jím byl některý z českých panovníků. První známý majitel byl Oldřich z Týnce, který je uváděn z roku 1318. Byl předkem Medků z Valdeka, kteří následně vlastnili Týnecký hrad až do 15. století. Patřil mezi ně Zdeněk z Valdeka, Zdeněk Medek a Protiva z Valdeka. Po Medcích z Valdeka vlastnilo hrad mnoho panů bez delšího trvání. V roce 1498 hrad získal Litvín z Kinštejna, dále Hodějovští z Hodějova, kteří spojili panství Týnec a Konopiště, po konfiskaci jejich majetku Albrecht z Valdštejna, od něhož koupil zdejší statek Pavel Michna z Vacínova. Od počátku 17. století přestal hrad vyhovovat požadavkům pánů a tak začal chátrat. Na počátku 18. století odkoupili hrad hrabata z Vrtby společně s Konopištěm, přesto Týnecký hrad dál chátral. V polovině 18. století hrad začala spravovat Marie Anna O´Kelly, která ho vrátila do obyvatelné podoby. Po roce 1918 se obyvatelné části hradu využívaly jako byty. Chvíli hrad vlastnil František Xaver Jiřík, ředitel Uměleckoprůmyslového muzea v Praze. Nakonec hrad odkoupila Církev československá husitská.

## Stavební podoba
Do dnešní doby se dochovala románská rotunda, kde se nachází kaple v níž se konají bohoslužby církve Československé husitské, dále věž, jejíž nejvyšší patro slouží jako vyhlídka na Týnec a jeho okolí. Dále se dochovaly prostory bývalého přestavěného paláce, kde dnes sídlí městské muzeum. V hranolové věži se nachází rozhledna a v ní pravidelné výstavy. Zajímavostí je, že ve věži je sídlo netopýra velkého, který se zde uchyluje na léto.

## Výstavy a společenské akce
Na hradě se často konají výstavy umělců, koncerty hudebních spolků, vystoupení uměleckých škol, jarmarky, keltské programy, svatby a nedílnou součástí jsou i pravidelná divadelní představení. O vánočních a velikonočních svátcích jsou zde výstavy zaměřeny na tradice daných svátků a doprovodné akce. Zajímavostí je stálá výstava Týnecké kameniny. Malá továrna na kameninu fungovala jako jedna z prvních továren tohoto typu v Čechách.